# Neiva T-25 „Universal”
 Neiva T-25 „Universal” (oznaczenie wojskowe);  Neiva N261 „Universal” (oznaczenie fabryczne) – brazylijski samolot szkolno-treningowy.

## Historia
W 1963 roku brazylijska wytwórnia lotnicza Indústria Aeronáutica Neiva w Botucatu otrzymała od lotnictwa brazylijskiego zamówienia na konstrukcję i budowę samolotu szkolno-treningowego przeznaczonego do zaawansowanego szkolenia pilotów i umożliwiającego wykonywanie akrobacji lotniczych. Opracowany i zbudowany prototyp samolotu otrzymał oznaczanie fabryczne Neiva N261 „Universal”. Oblatano go 29 kwietnia 1966 roku. 
Po próbach fabrycznych oraz testach przeprowadzonych w lotnictwie wojskowym, brazylijskie lotnictwo wojskowe zamówiło 150 egzemplarzy oznaczonych jako T-25 „Universal”, które były dostarczane od 1971 do 1975 roku. Część samolotów otrzymała dwa zaczepy podskrzydłowe do mocowania uzbrojenia, wersja ta otrzymała oznaczenie wojskowe T-25A. Dodatkowo zamówiono w 1978 roku 28 samolotów. 10 samolotów zakupiło lotnictwo chilijskie. 
Łącznie wyprodukowano 189 samolotów, wliczając w to prototyp. 
W 1978 roku w wytwórni opracowano kolejną wersję tego samolotu, w której zastosowano nowy silnik o większej mocy. Ta zmiana spowodowała zwiększenie długości kadłuba i wysokości usterzenia tylnego. Gotowy prototyp otrzymał oznaczenie fabryczne N622 „Universal II”, a oznaczenie wojskowe T-25B. Jego oblotu dokonano 22 października 1978 roku. Prototyp ten miał tylko niewiele lepsze osiągi niż wcześniejsza jego wersja, w związku z tym zaniechano dalszych prac nad nim, poprzestając tylko na budowie tego prototypu.

## Służba
Samoloty Neiva T-25 „Universal” były wprowadzone do brazylijskiego lotnictwa wojskowego od 1971 roku, gdzie zastąpiły amerykańskie samoloty szkolne T-6 Texan. Większość z nich była użytkowana w brazylijskiej Akademii Sił Powietrznych do szkolenia zaawansowanego pilotów. Część z nich, oznaczonych jako T-25A, wyposażona była w podskrzydłowe zaczepy do mocowania uzbrojenia. Używano ich w eskadrach lotnictwa szturmowego. Od roku 1983 zaczęto je systematycznie zastępować samolotami Embraer Tucano, ostatnie z nich wycofano w 2005 roku. 
W 1983 roku maszyny znalazły się na wyposażeniu eskadry akrobacyjnej Brazylijskich Sił Powietrznych.
Oprócz lotnictwa brazylijskiego samoloty zakupiło lotnictwo chilijskie. W 1983 roku lotnictwo brazylijskie przekazało 5 egzemplarzy lotnictwu paragwajskiemu, a w 2005 kolejne 6 samolotów. Także w 2005 roku 6 T-25 otrzymało z Brazylii lotnictwo boliwijskie. W tych krajach użytkowano je jako samoloty szkolno-treningowe.

## Konstrukcja
Samolot szkolno-treningowy Neiva T-25 „Universal” był dolnopłatem o konstrukcji całkowicie metalowej. Przednia część kadłuba ma konstrukcję kratownicową, a tylna półskorupową. Mieścił zakrytą kabinę, z dwoma miejscami obok siebie dla pilota i instruktora oraz możliwością zamontowania trzeciego miejsca za nimi. 
Napęd stanowił silnik gaźnikowy, 6-cylindrowy chłodzony powietrzem, napędzający dwułopatowe przestawialne śmigło. Prototyp T-25B miał śmigło trzyłopatowe. Zbiorniki paliwa znajdowały się w skrzydłach.
Podwozie trójpodporowe, chowane w locie.